# Bábur
Záhir ud-Dín Muhammad Bábur (persky 
ظهیرالدین محمد بابُر
‎; 14. února 1483, Andižan – 26. prosince 1530, Ágra) byl indický vládce a zakladatel Mughalské říše.

## Jméno
Bábur nebo Babr je turkické jméno, které v překladu znamená levhart nebo přesněji irbis. Někdy bývá překládáno i jako tygr, to však není přesné ani správné.

## Původ a rodina
Narodil se v pevnosti Anidžánu, středisku Ferganské kotliny, na východě dnešního Uzbekistánu. byl synem ferganského chána Umara Šajcha. Z otcovy strany byl přímým potomkem turkického dobyvatele Timura Lenka a jeho rodokmen z matčiny strany sahal až k Čingischánovi, Právě pro tento mongolský původ, na nějž byl velmi hrdý, později přijal titul Velký Mughal (méně přesně Velký Mogul, tj. Mongol, který později používali i jeho potomci,

## Počátky vlády
Roku 1495 jeho otec nešťastnou náhodou zahynul, když při kontrole svého holubníku spadl do hradního příkopu. Tím se stal mladičký Bábur chánem Fergany, faktickou vládu ale vykonávala regentská rada za účasti Báburovy matky a babičky z otcovy strany. O rok později mu jeho bezdětný strýc odkázal město Samarkand, ale další příbuzní se ho o toto dědictví pokusili připravit. Proto už ve věku 14 let vytáhl proti Samarkandu a podařilo se mu jej dobýt. Již tehdy prokazoval velkou osobní statečnost, až ztřeštěnost, ale také velkorysost k poraženým nepřátelům. Tato velkorysost se mu však nevyplatila, zrádní příbuzní ho totiž připravili o trůny v Samarkandu i v rodné Ferganě. Část svého mládí proto prožil v horách jako zbojník a psanec. Na čas se mu sice podařilo dobýt Ferganu i Samarkand zpět, ale kolem roku 1500 byl opakovaně poražen uzbeckým chánem Šejbánim a donucen k útěku do Persie. Šejbání se zmocnil dokonce i Báburovy sestry Chánzády, z níž učinil svou konkubínu.

## Vazal Persie
V Persii byl přijat u dvora šáha Ismá'ila z rodu Safíjovců a stal se jeho spojencem. Musel však přijmout šíitský islám (předtím byl, stejně jako jeho předkové sunnita). Roku 1510 šáh Ismá'il v bitvě u Mervu porazil Báburova nenáviděného protivníka Šejbáního, který v bitvě padl. Bábur dokázal využít příležitosti, která se mu smrtí Šejbáního otevřela a podařilo se mu dobýt Kábul. Zde vytvořil novou vojenskou základnu pro své výboje. Zatímco rodnou Fergánu ani Samarkand dobýt nedokázal, na jihovýchodě byla jeho expanze úspěšná.

## V Indii
Kolem roku 1520 získal Bábur od Osmanských Turků palné zbraně – děla a arkebuzy, jejichž použití mu zajistilo úspěch v dalších bitvách. Jeho výboje nyní směřovaly do Indie, nejprve do pohraniční oblasti Paňdžábu, který roku 1525 dobyl. V následujícím roce vytáhl proti Dillí a v bitvě u Pánípatu porazil jeho vládce, sultána Ibrahima Lódího. Ibrahim v bitvě padl a jeho armáda byla zničena. Po smrti Ibrahima bojoval proti hinduistickým kmenům Rádžputů a v březnu 1527 porazil spojené armády jejich knížat v bitvě Síkrí. Další výboje chtěl směřovat do východní Indie, kde leželo bohaté Bengálsko, kvůli zdravotním problémům je však už neuskutečnil. Přesto pod svou vládu fakticky sjednotil většinu severní Indie a položil základ budoucí Mughalské říši. Byl první, kdo přijal titul Velký Mughal, který se pak stal dědičným v jeho dynastii. Provedl také reorganizaci státní správy, především okleštil moc rodové šlechty tím, že prohlásil půdu za své vlastnictví, které šlechticům a statkářům propůjčoval za stanovenou rentu.

## Poslední léta
Roku 1527 byl Bábur otráven na rozkaz královny Búvy, matky zabitého sultána Ibrahíma Lódího. Otravu se mu podařilo přežít, ale její následky trvale podlomily jeho zdraví. Svým následníkem ustanovil prvnorozeného syna Humájúna. Zemřel o tři roky později, v roce 1530 v Ágře, patrně na malárii, pohřben je však podle svého přání v Kábulu. Jeho hrobka s přilehlými zahradami je součástí světového kulturního dědictví UNESCO. Roku 2002 byla téměř zničena v důsledku válečných operací, ale v současnosti je zrestaurována.

## Osobnost a literární dílo
Bábur byl povahově nevyrovnaná osobnost. Předčasně dospěl a po celý život trvale trpěl pocitem křivd, kterých se na něm dopustili příbuzní v mládí. Nepotrpěl si na ceremonie a dvorskou etiketu, ani od svých dvořanů nevyžadoval zvláštní pocty. Byl impulzivní, ale zároveň velmi čestný a velkorysý. Měl mimořádně silný cit pro rodinu a oddaně miloval svou matku. Nábožensky byl tolerantní a islám prý nebral příliš vážně, je o něm známo, že značně holdoval vínu a hašiši. Jeho oblíbeným jídlem byly žluté melouny. Proslul svým zájmem o zahradnictví, malířství a literaturu. Je autorem zajímavých pamětí, známých jako Bábur-náma (Báburova kniha), které mají vysokou literární hodnotu. O jeho smyslu pro humor svědčí tento citát: „Někteří lidé pijí alkohol, litují toho a dávají si předsevzetí, že s tím přestanou. Já si dal předsevzetí, že s pitím přestanu, a lituji toho.“